# Ljiljana Dobra
Ljiljana Dobra r. Obradović (Novi Sad), srbijanska i hrvatska pjesnikinja i pacifistkinja. Rođena je u Novom Sadu, a dolazi iz Rume (Vojvodina, Srbija). 
Djetinjstvo je i mladost provela u svom zavičajnom selu Pavlovci na obroncima Fruške gore. Osnovnu školu (prva četiri razreda) u Pavlovcima, ostala četiri (kao đak - putnik) završila je u Rumi, Srednju ekonomsku u Beogradu, dok je ekonomiju studirala na VEKŠ-u u Novom Sadu. 
Potrebu da stihovima ili prozom izrazi svoje osjećaje, doživljaje, maštanja ili čežnje osjetila je još u počecima svog obrazovanja – još u prvim razredima osnovne škole. Ubrzo se ispostavilo da su joj već ti, lijepo oblikovani i uspješno sročeni, prvi literarni pokušaji plijenili pažnju njenih nastavnika, sredine u kojoj je živjela i određenih faktora koji su se, u ono vrijeme, brinuli za dječje stvaralaštvo, tako da je najviše njenih pjesama izlazilo u Sremskim novinama, i to zahvaljujući, u prvom redu, nagovoru upravo njenih nastavnika koji su kod nje, još tada, uočili dostatnu pjesničku nadarenost ili, još konkretnije, začuđujuću mogućnost kreativnog i sugestivnog izražavanja.
Tako je našoj poetesi Ljiljani Dobra bavljenje pisanom riječju postalo nasušna potreba i u razdobljima koja su slijedila, uključujući i ovo današnje – posebno je mnogo toga napisala, razumije se, u stihovima, objavljujući ih u raznim edicijama i zbornicima, a svoju je poeziju, pored ostalog, čitala i u radio-emisijama, gdje su je pozivali kao gosta. A da se doista radilo o plodnoj pjesničkoj produkciji (jer, istinski pjesnik, kako bi ono netko rekao, diše svoju poeziju!), mogu ponajbolje posvjedočiti i one joj zbirke pjesama koje su ostale, neobjavljene, u rukopisu ...
Osim što je već gore izneseno gdje i kada je, još kao osnovka, što od svojih literarnih radova objavila, njena su pjesnička ostvarenja objavljivana ovim redom: u zborniku pjesama i priča za djecu „Brojanica snova“, Bibliofil, Ruma, 1999.; u zborniku radova pjesnika „Rečnik naše sudbine“, Bibliofil, Ruma, 2002.; zatim, prve svoje haiku pjesme objavila je u zajedničkoj knjizi najljepše haiku niske „Rascvetali slap“, Književna akademija, u izdanju Vase Radovanovića i Gordane Ćulibrk; isto tako je zastupljena u knjizi „Između dva sveta“, objavljenoj povodom sjećanja na B. Miljkovića, u izdanju Udruženja književnika „Branko Miljković“, Niš, 2005., dok su joj pak radovi kojima je sudjelovala na Šesnaestom saveznom i Trećem međunarodnom susretu pjesnika, tiskani u knjizi „Garavi sokak“, Književni klub „Miroslav-Mika Antić“, Inđija, 2005.

Po preseljenju u Hrvatsku, živi i stvara u Šibeniku. Profesija: Ekonomist
Udala se za hrvatskog, čakavskog sonetistu Ivana Dobru. Sa suprugom živi na relaciji Srijem – Dalmacija – New York. 
Književnica Ljiljana Dobra objavila je 7 zbirki pjesama: 
- Lastar, (Književna zadruga „Drugari“, Ruma, 1999.)

- Otava, (Apostrof, Beograd, 2000.)

- Bol vetra (vlast. nakl. 2009.),

- Sjaj svica - haiku (Hrvatsko književno društvo, 2010.)

- Sunčev spomenar  - dječja poezija (AM graphic, 2016.),.

- АЛЕН МАК В МОРЕ БЕЗ КРАЙ (ИК „МЕЛНИК”  2018.)

- Čipka od inja - (Hrvatsko književno društvo, 2020.)

Njeni su tekstovi objavljeni na prigodnim mjestima u brojnim zbirkama na arapskom, japanskom, indijskim jezicima (hindski, telugu i malajalam), talijanskom, engleskom, hrvatskom, srpskom, romskom, bugarskom i rumunjskom jeziku. Sudjeluje u radu na međunarodnim recitalima i pjesničkim natjecanjima, a poezija joj je objavljena na relevantnim mjestima  i antologijama. Dobitnica je mnogih međunarodnih nagrada i priznanja, a Nigerija (World Institute For Peace WIP)  i Indija (WORLD DIALOGUES COUNCIL INDIA) su je imenovale ambasadoricom mira. 
- Pjesnikinja je zastupljena u Hrvatskoj antologiji haiku poezije "Nepokošeno nebo 2 (2008. – 2018.)" 
- 2019. godine Ljiljana Dobra ušla je u Top 100 pjesnika haikua u Europi. Njena prva knjiga haikua "Sjaj svica" tiskana je na tri jezika: hrvatskom, srpskom i engleskom. Piše i prozu, dječju poeziju, kratke misli, aforizme i bavi se umjetničkom fotografijom. Ljiljana Dobra članica je Hrvatskog književnog društva u Rijeci, Matice hrvatske, Udruge umjetnika „Vjekoslav Majer“ i “Kultura snova”,  u Zagrebu, Usua Australija, “ Umetnički horizont” Kragujevac u Srbijini mnogih međunarodnih književnih udruženja i Udruženja za međunarodni mir, jednakost, humanost, sklad i socijalnu pravdu.  

U ranijoj fazi, Ljiljana je stvarala je na srpskom. Poslije očeve smrti tugu je liječila knjigama te posjećivala književne portale, a na jednom od njih ( Index. Hr. i Hogarova Arka) objavljivala je svoju poeziju. Ondje je upoznala svog supruga Ivana. Došla je živjeti kod supruga u Šibenik i na otok Žirje. Radi lakšeg sporazumijevanja naučila je standardni hrvatski uz pomoć vrsnog hrvatskog književnika Roka Dobre ali i mjesnu čakavštinu te je počela pisati i pjesme, odnosno sonete na žirjanskoj čakavštini. Pjesme iz zbirke Sjaj svica napisala je na hrvatskom, na srpskom i na engleskom jeziku. Sunčev spomenar  je dvojezična dječja knjiga na hrvatskom i srpskom jeziku, a АЛЕН МАК В МОРЕ БЕЗ КРАЙ je tiskan na bugarskom jeziku u Bugarskoj. Čipka od inja je tiskana na tri jezika: hrvatskom, srpskom i engleskom jeziku, a deset pjesama je prevedeno na japanski.
20. studenog 2020. u Gradskoj Vijećnici Rijeka, Hrvatsko književno društvo je Ljiljani Dobri dodijelilo nagradu poznatog hrvatskog slikara i književnika „ Borivoj Bukva“ za najbolju haiku zbirku u Hrvatskoj u 2020. godini a pod imenom „ Čipka od inja“